# Стрілковицька сільська рада
Стрілковицька сільська рада — орган місцевого самоврядування у Самбірському районі Львівської області. Адміністративний центр — село Стрілковичі.

## Загальні відомості
Стрілковицька сільська рада утворена в лютому 1940 року. Територією ради протікає річка Дністер.

## Населені пункти
Сільській раді підпорядковані населені пункти:
- с. Стрілковичі
- с. Білоки
- с. Ваньовичі
- с. Дубрівка

## Склад ради
Рада складається з 20 депутатів та голови.

### Керівний склад попередніх скликань
| ПІБ                         | Основні відомості                                                                    | Дата обрання | Дата звільнення |
| --------------------------- | ------------------------------------------------------------------------------------ | ------------ | --------------- |
| Хробак Олександра Василівна | Сільський голова, 1947 року народження, освіта вища                                  | 26.03.2006   | 31.10.2010      |
| Хробак Олександра Василівна | Сільський голова, 1947 року народження, освіта вища, Політична партія «Наша Україна» | 31.10.2010   | 25.10.2015      |

Примітка: таблиця складена за даними джерела